# Liste der Stadtpräsidenten von Olten
Die Liste der Stadtpräsidenten von Olten listet chronologisch die Stadtpräsidenten der Schweizer Stadt Olten auf. Der Stadtpräsident (bis 1993 Stadtammann) präsidiert den fünfköpfigen Stadtrat im Vollamt. Die übrigen vier Mitglieder amten im Nebenamt. Das Stadtpräsidium war in den ersten 196 Jahren in freisinniger Hand. Erst 2013 wurde die langjährige Reihe beendet, als kein Kandidat der FDP zur Wahl antrat. Die Freisinnig-Demokratische Partei wurde 1894 im Bahnhofbuffet Olten gegründet. In der Zeit von 1817 (Anfänge der Gemeindeautonomie) bis 1830 wechselten Stadtammann und Statthalter jährlich ab in der Ausübung des Amtes.
| Amtsdauer                  | Person                | Partei             |
| -------------------------- | --------------------- | ------------------ |
| 1817–1829 (ungerade Jahre) | Franz Xaver Meier     | freisinnig/liberal |
| 1818–1830 (gerade Jahre)   | Johann Baptist Frey   | freisinnig/liberal |
| 1829                       | Johann Meier          | freisinnig/liberal |
| 1831–1861                  | Ulrich Munzinger      | freisinnig/liberal |
| 1861–1874                  | Jakob Benedikt Schmid | freisinnig/liberal |
| 1874–1878                  | Johann Gisi           | freisinnig/liberal |
| 1878–1881                  | Josef Meier           | freisinnig         |
| 1881–1890                  | Alois Christen        | freisinnig         |
| 1890–1902                  | Casimir von Arx       | FdP                |
| 1902–1933                  | Hugo Dietschi         | FdP                |
| 1933–1957                  | Hugo Meyer            | FdP                |
| 1957–1983                  | Hans Derendinger      | FdP                |
| 1983–1997                  | Philipp Schumacher    | FdP                |
| 1997–2013                  | Ernst Zingg           | FdP                |
| 2013–2021                  | Martin Wey            | CVP                |
| seit 2021                  | Thomas Marbet         | SP                 |

## Quelle
- Stadtarchiv Olten
- Staatskalender des Kantons Solothurn